# Sien (banda)
Sien es una banda de música rock chilena.

## Historia

### 1990-2000
Formado durante la primera década de los noventa en Santiago de Chile, su primera formación estuvo compuesta por: Tomás Roca, Rubén Riveros, Daniela Rivera y Gabriel Inostroza. Luego se integraría como mánager Jorge Rivera. Formaron parte de la vanguardia del underground Santiaguino con un estilo de música basado en guitarras distorsionadas y texturas sonoras delicadas con arreglos vocales que destacaban la voz femenina de Daniela Rivera. Las primeras composiciones estuvieron a cargo de la dupla creativa Riveros / Roca. Esta formación recorre los principales escenarios del circuito capitalino y del puerto de Valparaíso. Graban el tema Óleo en el estudio de Filmocentro, con Iván Quiróz como sonidista y con la ayuda en producción musical y mezcla de Gustavo Cerati, líder de Soda Stereo, amigo de la banda. En el año 1995, fallece Rubén Riveros en un accidente automovilístico en la ruta 68. Este evento trágico pone a la banda en una encrucijada, ya que la cercanía afectiva y la importancia creativa del guitarrista es irremplazable. Luego de una breve pausa, Sien logra reponerse y con la ayuda de importantes músicos y amigos, como Alejandro Gómez y Javier Panella, integrantes del grupo Solar, retoma los ensayos. Al poco tiempo, se une al grupo Jorge Sabbag en guitarra, dando paso a la segunda formación estable. Participan en el compilado " Encuentros Cercanos " editado por el sello Background Records, a cargo de Hugo Chávez. En el compilado además aparecen dos bandas más, Shogún liderada por Cristian Heyne y Luna in caelo. Posteriormente, editan su primer disco en solitario, llamado UNO, en el estudio Konstantinopla, junto a Carlos Cabezas y Michel Durot, ambos integrantes de la banda Electrodomésticos. Es en esta época que Sien participa como telonero en los conciertos de Soda Stereo cuando presentan su disco " Sueño Stereo " en Santiago. Son dos jornadas sucesivas en el entonces Teatro Caupolicán, actualmente Monumental. Al año siguiente, Sien actúa como banda telonera nuevamente de Soda Stereo en el Estadio Nacional de Santiago, como parte de la gira de despedida de la banda argentina. Luego de editado el disco UNO, Sabbag abandona la banda y es reemplazado temporalmente por Koko Stambuk que luego formaría Glup! e iniciaría su  carrera como músico solista y productor musical. Finalmente en la última fase de esta primera etapa de la banda, se incorpora Aaron Abarca en guitarra dando forma a la alineación con que Sien cerraría la década de los 90 y entra en un receso de más de 10 años. En esta última etapa forma parte como mánager Crisitián Soto, actualmente fotógrafo de espectáculos musicales de Emol y El Mercurio.

### 2013
Luego de más de una década de receso, la banda se reúne para ofrecer una par de conciertos y preparar material nuevo que será editado el año siguiente. El disco se llama " Global " y es un registro de 30 minutos. En este período se incorpora a la banda Fernando Fuentes en batería, dando forma a la banda tal como es en la actualidad. La formación de Sien es : Tomás Roca, Jorge Sabbag, Aaron Abarca y Fernando Fuentes. Además participa de manera no permanente la vocalista original, Daniela Rivera, actualmente radicada en Boston. 
En el disco " Global ", consta de cuatro temas de larga duración compuestos por Tomás Roca. Participan Claudio Quiñones en producción musical en colaboración con Roca y Sabbag. En voces Daniela Rivera, Laura Roca y Silvia Gaudín, cantante argentina de renombre en el ambiente tanguero de Buenos Aires y Santiago, además de músicos invitados como Camilo Roca en Contrabajo.El disco es presentado íntegramente en vivo por primera vez en el Anfiteatro del  Museo de Bellas Artes el 6 de noviembre de 2015.
Actualmente la banda se encuentra concentrada componiendo, editará un nuevo disco a lanzarse durante 2020 con un nuevo baterista en la banda, Alex Muñoz.

## Discografía
- Encuentros Cercanos 1995 ( Background Records )
- Uno 1997 ( Independiente, Bes )
- Global 2015 ( Independiente )

### Sencillos
- óleo (1994)
- Juego (1995)
- Vuelta x Vuelta (1997)
- El Río (2015)
- Caer ( 2017 )
- Fondo del Mar ( 2020 )